# Bartolomeo Nogara
Bartolomeo Nogara (Bellano, 28 aprile 1868 – Roma, 19 giugno 1954) è stato un archeologo e filologo italiano.
Fu direttore generale dei musei e gallerie vaticane.

## Biografia
Nacque nel 1868 a Bellano da una famiglia di tradizioni risorgimentali e cattoliche; quattro dei suoi tredici fratelli ebbero ruoli di rilievo nell'ambito della Chiesa: Giuseppe e Roberto furono arcivescovi di Udine e di Cosenza, Giovanni rettore del Seminario di Molfetta, Bernardino delegato all'amministrazione speciale dei beni della Santa Sede di Pio XI.
Compì gli studi classici a Milano, dove tra il 1888 e il 1891 frequentò i corsi universitari dell'Accademia scientifico-letteraria, laureandosi in antichità civili greco-romane. Dopo un breve periodo in cui si occupò di critica letteraria, conseguì una seconda laurea in giurisprudenza e infine si dedicò all'indagine dell'antichità classica.
Chiamato a Roma nel 1900 da papa Leone XIII, rivestì sia l'incarico di scriptor latino della Biblioteca vaticana sia di conservatore del Museo profano della biblioteca; dopo essere divenuto direttore speciale del Museo gregoriano etrusco, fu infine nominato direttore generale dei Musei e gallerie pontificie da papa Benedetto XV, carica che ricoprì per quasi 25 anni dal 1920 fino alla morte.
Durante la seconda guerra mondiale ebbe un ruolo chiave nel mettere in salvo in Vaticano il patrimonio artistico italiano proveniente da vari centri e anche da casa Savoia; per questo Umberto di Savoia gli conferì il 1º novembre 1944 il titolo di barone.
Fu membro dell'Accademia dei Lincei come socio straniero, socio dell'Istituto Nazionale di Studi Etruschi ed Italici e presidente dell'Accademia dei Virtuosi al Pantheon.
Morì nel 1954 a Roma.

## Opere

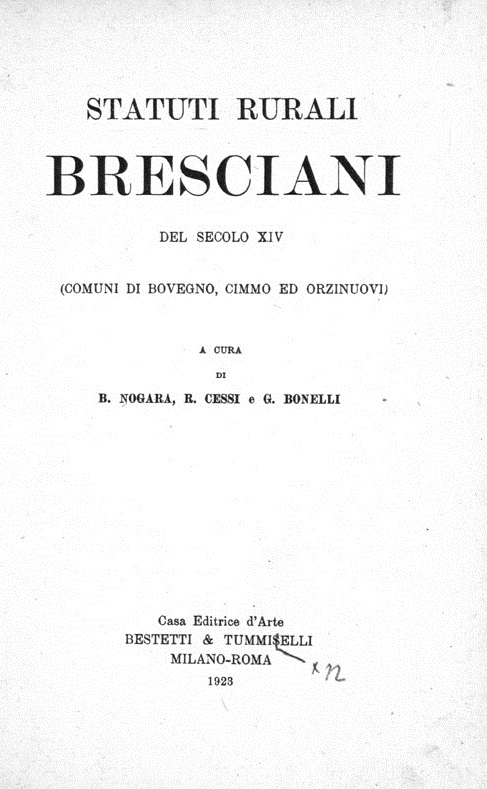
B. Nogara, R. Cessi e G. Bonelli, Statuti rurali bresciani del secolo XIV, 1923

L'OPAC SBN riporta più di centoventi elementi con la sua intestazione. Tra di essi:
- Statuti del comune di Bovegno (Val Trompia), Milano, Confalonieri, 1898.
- Le nozze Aldobrandini, i paesaggi con scene dell'Odissea, le altre pitture conservate nella Biblioteca Vaticana e nei Musei Pontifici, Milano, U. Hoepli, 1907.
- L'abate Luigi Lanzi e l'opera sua negli studî etruscologici e di storia dell'arte, Roma, 1910. (Anche in «Dissertazioni della Pontificia Accademia romana di archeologia», s. II, tomo XI (1914), pp. 1-27).
- Bartolomeo Nogara, Roberto Cessi e Giuseppe Bonelli (a cura di), Statuti rurali bresciani del secolo XIV (Bovegno, Cimmo ed Orzinuovi), Milano, U. Hoepli, 1927, SBN MIL0092778.